# Березовська Павлина Леонідівна
Павлина Леонідівна Березовська (нар. 1925, Ярославка Бобровицького району — пом. ? після 2007) — українська журналістка, колишня учасниця підпілля на Чернігівщині в час Німецько-радянської війни, співавторка книжки «Двічі страчені-вічно живі».

## Книга «Двічі страчені-вічно живі»
Двічі страчені-вічно живі: історико-документальна повість / П. Л. Березовська, Н. І. Дяченко. — К. : Український центр духовної культури, 2006. — 621 с. : фото. — ISBN 966-628-
135-X.
Журналістка «України Молодої» Ярослава Музиченко так характеризує цю книгу:
| Відомості про реальне, а не прикрашене радянською пропагандою партизанське підпілля пробиваються до суспільної свідомості майже так само натужно, як свого часу про Голодомор. За художніми фільмами «про партизанів», як за тюремним парканом, приховується справжній характер і хронологія подій українського підпілля. І страшні злочини проти нього — з боку «своїх». … Над цією 600-сторінковою книгою, в якій авторка розповідає про фальшивих «героїв» і про повернуті чесні імена знищених ними підпільників, працювала понад 40 років. |